# 路德維克·萊赫曼

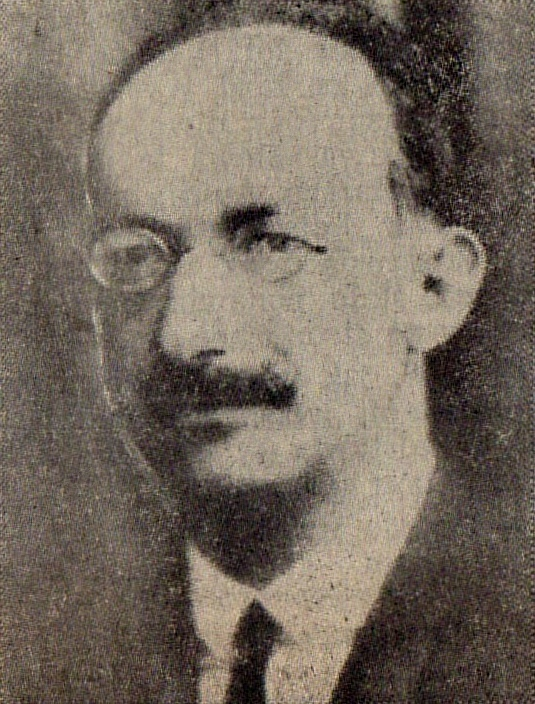
路德維克·萊赫曼

路德維克·萊赫曼（1881年11月1日—1965年）生於波蘭華沙，逝於法國Chenu，猶太裔的波蘭細菌學家及社會工作者，為聯合國國際兒童緊急救援基金會（UNICEF）創辦人之一，也是一名志工。
1920年－1921年擔任國際聯盟流行病學委員會共同召集人。
1923年組織國家衛生研究所首任所長。
1929年及1930年－1931年旅居中國，擔任蔣中正與宋子文之醫療顧問。
1931年－1939年，擔任掌管重建中國事務的國家經濟議會之專家。
1940年－1943年以中國駐美特別代表之身份擔任宋子文顧問。